# 杨添朝
杨添朝，卢阳（治今湖南芷江）人，南宋僚族起事首领（卢阳西据獠）。
宋孝宗乾道六年（1170年），因当地瑶人与省户相争杀死二人，被知沅州孙叔保袭击，击破瑶人十三栅（寨）。杨添朝于是率当地瑶人、僚族起事。各地纷起响应。杨添朝与常德官兵大战，杀伤官兵十之七八。宋朝朝廷改以剿抚兼施之策，杨添朝被招降。 